# Vicugna
Vicugna es un género de mamíferos artiodáctilos de la familia Camelidae que habitan en América del Sur.

## Especies
El género comprende dos especies:
| Ilustración | Nombre binomial Autor          | Nombre común | Número de subespecies | Estado de conservación | Distribución |
| ----------- | ------------------------------ | ------------ | --------------------- | ---------------------- | --- |
|             | Vicugna vicugna (Molina, 1782) | Vicuña       | 2 (detalle)           | Preocupación menor     | El altiplano andino, en el noroeste de Argentina, el oeste de Bolivia, el noreste de Chile, sectores de los Andes de Ecuador y en las alturas andinas del Perú                                                         |
|             | Vicugna pacos (Linnaeus, 1758) | Alpaca       | Ninguna               | Especie domesticada    | La puna y las mesetas de los Andes, el noroeste de Argentina, el oeste de Bolivia, noreste de Chile, desde Ecuador y en los Andes del Perú. Introducidas desde el siglo XXI en Estados Unidos, Europa y Nueva Zelanda. |